# Швенксвілл
Швенксвілл (англ. Schwenksville) — місто (англ. borough) в США, в окрузі Монтгомері штату Пенсільванія. Населення — 1296 осіб (2020).

## Географія
Швенксвілл розташований за координатами 40°15′27″ пн. ш. 75°27′56″ зх. д. / 40.25750° пн. ш. 75.46556° зх. д. (40.257463, -75.465505).  За даними Бюро перепису населення США в 2010 році місто мало площу 1,09 км², з яких 1,07 км² — суходіл та 0,02 км² — водойми.

## Демографія
Згідно з переписом 2010 року, у селищі мешкало 1385 осіб у 635 домогосподарствах у складі 309 родин. Густота населення становила 1271 особа/км².  Було 697 помешкань (640/км²).
Расовий склад населення:
| - 94,9 % — білих - 2,5 % — чорних або афроамериканців - 0,7 % — азіатів - 0,1 % — вихідців з тихоокеанських островів - 0,1 % — корінних американців |

До двох чи більше рас належало 1,4 %. Частка іспаномовних становила 2,7 % від усіх жителів.
За віковим діапазоном населення розподілялося таким чином: 20,6 % — особи молодші 18 років, 63,9 % — особи у віці 18—64 років, 15,5 % — особи у віці 65 років та старші. Медіана віку мешканця становила 41,2 року. На 100 осіб жіночої статі у селищі припадало 93,4 чоловіків;  на 100 жінок у віці від 18 років та старших — 92,6 чоловіків також старших 18 років.
Середній дохід на одне домашнє господарство  становив 56 127 доларів США (медіана — 47 422), а середній дохід на одну сім'ю — 70 938 доларів (медіана — 63 229). Медіана доходів становила 50 234 долари для чоловіків та 37 222 долари для жінок. За межею бідності перебувало 11,3 % осіб, у тому числі 23,9 % дітей у віці до 18 років та 1,7 % осіб у віці 65 років та старших.
Цивільне працевлаштоване населення становило 716 осіб. Основні галузі зайнятості: освіта, охорона здоров'я та соціальна допомога — 23,6 %, науковці, спеціалісти, менеджери — 10,9 %, роздрібна торгівля — 10,8 %.